# Чёрный малый ток
Чёрный малый ток (лат. Horizocerus hartlaubi) — один из видов птиц-носорогов. Подвидов не выделяют. Ранее включался в род токов.
Видовое название дано в честь немецкого натуралиста Карла Иоганна Густава Хартлауба (1814—1900).

## Описание
Длина тела 32 см, масса тела от 83 до 135 г.
Вид широко распространён в тропической Западной Африке от Сьерра-Леоне до Демократической Республики Конго (на запад от реки Конго). Обитает в вечнозелёных и галерейных лесах, преимущественно поросших лианами. Основу рациона питания составляют насекомые. Ведёт скрытный образ жизни.